# 中国驻南非大使馆
中华人民共和国驻南非共和国大使馆，简称中国驻南非大使馆，位于南非行政首都比勒陀利亚阿卡迪亚区阿斯隆街225号（225 ATHLONE STREET, ARCADIA0083），是中华人民共和国驻在南非的外交代表机构，同时也代理中国在未建交的斯威士兰的利益。

## 历史
1998年1月1日，中华人民共和国与南非建立外交关系，同日驻南非大使馆正式开馆。

## 机构设置
根据有关规定，中国驻南非大使馆设置下列机构：

### 内设机构
- 政治处
- 新闻与公共外交处
- 领事警务处
- 政策研究处
- 文化（教育）处
- 科技处
- 经商处
- 办公室

### 总领事馆
- 中国驻约翰内斯堡总领事馆
- 中国驻开普敦总领事馆
- 中国驻德班总领事馆